# ویردن (ایلینوی)
ویردن، ایلینوی (به انگلیسی: Virden, Illinois) یک شهر در ایالات متحده آمریکا با جمعیت ۳٬۴۸۸ نفر است که در ایلی‌نوی واقع شده‌است.

## موقعیت جغرافیایی
موقعیت جغرافیایی شهرها و مناطق اطراف به شرح زیر است: